# Baourjan Momych-Ouli
Baourjan Momych-Ouli (kazakh : Бауыржан Момышұлы), né le 24 décembre 1910 dans l'oblast du Syr-Daria et décédé le 10 juin 1982 à Alma-Ata (aujourd'hui Almaty), est un officier militaire décoré à titre posthume du titre d'Héros de l'Union soviétique (1990) et d'Héros du Peuple du Kazakhstan (en). Membre du PCUS depuis 1942. Les faits militaires de Baourjan Momych-Ouli sont décrits dans la nouvelle d'Alexandre Bek La Chaussée de Volokolamsk paru pour la première fois en 1943 dans la revue Znamia.

## Biographie
Baourjan Momych-Ouli naît le 24 décembre 1910 dans une famille de nomades doulats dans l'oblast du Syr-Daria au Kazakhstan, alors sous Empire russe.
En 1929, à la fin de ses études secondaires il travaille successivement comme enseignant, économiste de la Banque industrielle, secrétaire du Comité exécutif du Conseil des députés du peuple, chef de la police de district, instructeur du commissariat militaire de la ville d'Almaty, procureur de district.
Il entre dans l'Armée rouge ouvrière et paysanne à partir de novembre 1932. En 1933, il est diplômé de l'école militaire d'artillerie, et devient officier d'artillerie. Il sert en Extrême-Orient sous les ordres du maréchal Vassili Blücher, et en juillet-août 1938 participe à la bataille du lac Khassan.
En 1939-1940 en Ukraine, il participe aux campagnes dans les Carpates et à l'adhésion de la Bessarabie à la république socialiste soviétique d'Ukraine.
En 1940, il retourne au Kazakhstan comme instructeur en chef du commissariat militaire.
Lors de la Seconde Guerre mondiale depuis septembre 1941 au sein de la 316e division (ru) sous les ordres du major-général Ivan Panfilov il participe aux vingt-sept combats de la bataille de Moscou. Au cours de la deuxième offensive générale de la Wehrmacht sur Moscou du 16 au 18 novembre 1941, le bataillon du lieutenant Baourjan Momych-Ouli se trouve isolé de la division et combat sur l'autoroute de Volokolamsk près du village de Matrenino. Le bataillon résiste aux assauts de l'ennemi pendant trois jours. Après cet exploit, Momych-Ouli est nommé commandant du régiment personnellement par le commandant de la 16e armée Constantin Rokossovski.
Du 26 au 30 novembre 1941, avec le 19e régiment de fusiliers de la Garde de la 8e division de fusiliers de la Garde (en) (nouveau nom de la 316e division), Baourjan Momych-Ouli se distingue de nouveau lors des combats près du village de Sokolovo dans l'oblast de Moscou. Pendant la bataille dans le village de Doubrovka, dans le raïon de Naro-Fominsk de l'oblast de Moscou, il est grièvement blessé.
Lors des combats pour la gare ferroviaire et la localité Krioukovo (district administratif de Zelenograd) le 19e régiment de fusiliers de la Garde sous le commandement de Momych-Ouli au sein de la 8e division de la Garde mène de violents combats du 31 novembre au 7 décembre 1941. Le 5 décembre 1941, Momych-Ouli est de nouveau blessé, mais ne quitte pas le champ de bataille jusqu'à ce que le 8 décembre 1941 son régiment commence une contre-attaque.
De janvier à avril 1942, son unité au sein de la 8e division de la Garde s'oppose à la 3e division blindée SS Totenkopf. Bientôt Baourjan Momych-Ouli reçoit le grade de colonel, et un ordre est reçu concernant sa nomination en tant que commandant de la 9e division de fusiliers de la garde. Il participe du 8 février au 1er mai 1942 à l'opération de Demiansk.
En 1944, Baourjan Momych-Ouli sort d'une formation militaire pour officiers organisée par l'Académie militaire de l'état-major général des forces armées.
Du 28 janvier au 9 mai 1945, il commande la 9e division de fusiliers de la Garde (en) au sein du deuxième front balte.
Du février au mars 1945, au nord-ouest de la station ferroviaire de Priekule il conduit habilement sa division qui franchit les trois lignes fortifiées de l'ennemi, libérant quinze localités occupées.
Après la guerre, en 1945-1948, Baourjan Momych-Ouli étudie à l'Académie militaire de l'état-major général des forces armées de l'URSS.
En 1948-1950, il est commandant adjoint de la 49e brigade spéciale de fusiliers. En 1950-1955, conférencier de l'Académie militaire d'approvisionnement matériel et technique. Il prend sa retraite en 1955.
Il est auteur de récits militaires, de plusieurs mémoires notamment consacrées au général Ivan Panfilov. Son recueil Notre famille est récompensé par le prix d’État de la République socialiste soviétique kazakhe en 1976. Il se rend à Cuba sur invitation personnelle de Raúl Castro, il en tire également un livre intitulé Rencontres Cubaines (Кубинские встречи, 1965).
Mort le 10 juin 1982, il est enterré au cimetière Kensaï à Almaty.

## Postérité
- Le village Baourjan Momych-Ouli dans l'Oblys de Jambıl situé à 60 kilomètres dans le sud-ouest de Taraz est nommé en son honneur en 1992 (ancien nom Bournoïé). Dans le village se trouve également son musée

- Son nom est donné à des rues des villes d'Almaty, Taraz, Chimkent, Kokchetaou, Astana, Atyraou, Semeï, Satpaïev, Kyzylorda, Jezkazgan, Atbassar et des villages d'Asa (oblys de Jambıl), Chelek (oblys d'Almaty) et de Kourtchoum (Kazakhstan-Oriental).

- Un monument lui est érigé au parc des 28 gardes de Panfilov, sur la place d'Octobre à Volokolamsk et devant l'école no 1912 de Zelenograd, à Astana.

## Galerie

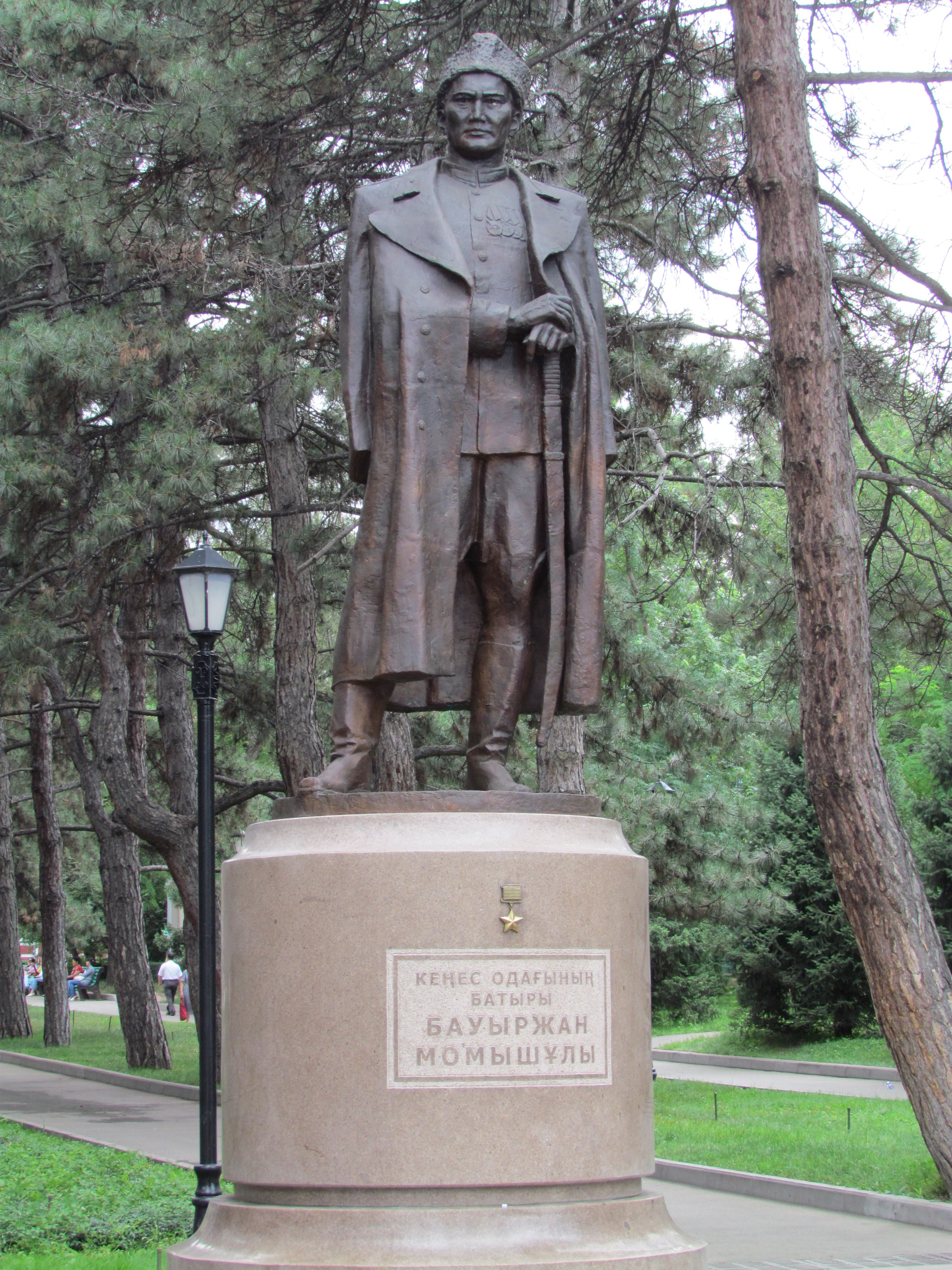
Mémorial du parc Panfilov d'Almaty.